# Nationalpark-Zentrum Molln

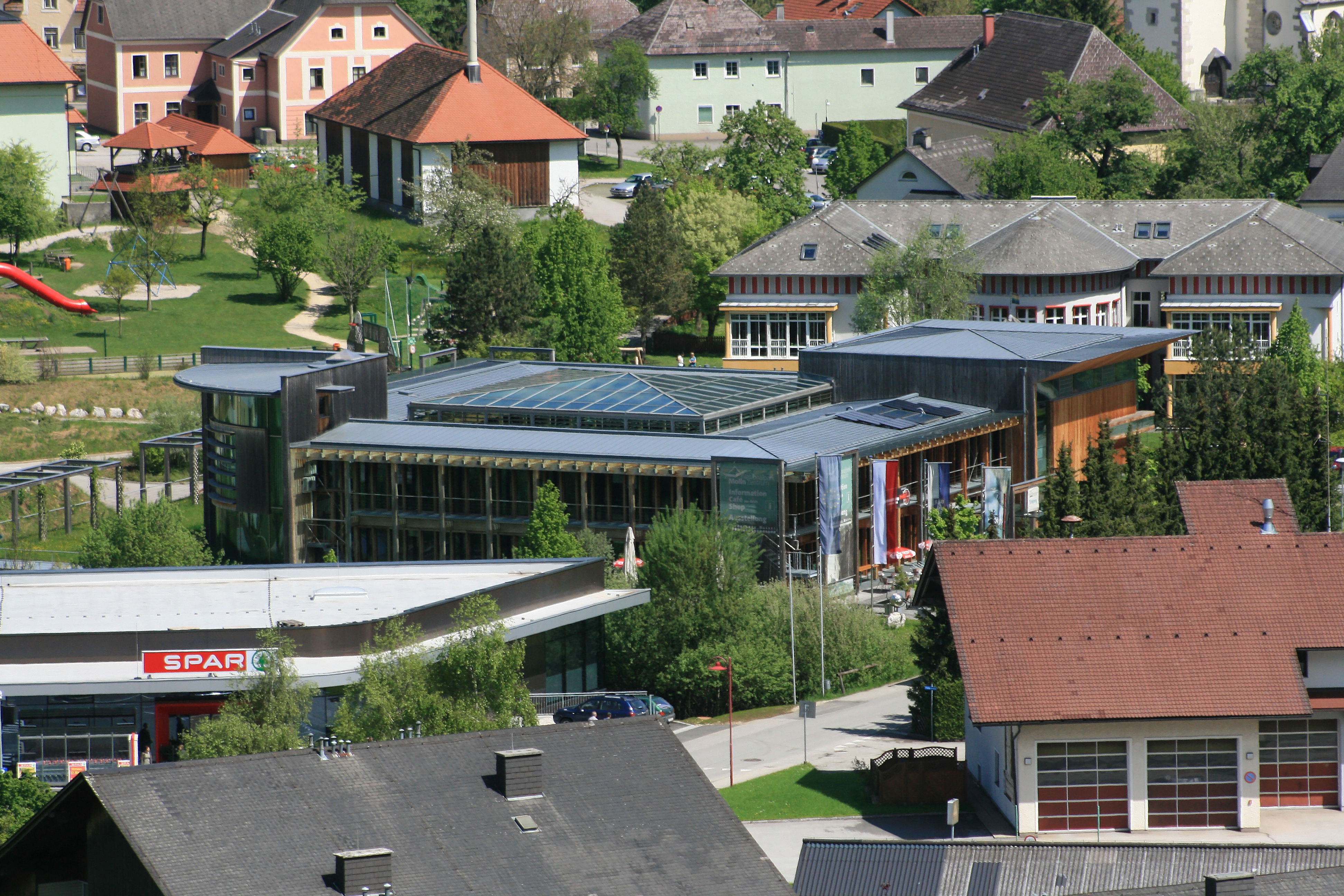
Blick vom Hang des Rammelspitzes

Das Nationalpark-Zentrum in der oberösterreichischen Gemeinde Molln (Nationalpark Allee 1) wurde 2001 eröffnet und ist der größte Holz-Atrium Bau Österreichs. Architekt war Dieter Utner. Im Haus befindet sich der Sitz der Nationalpark-Gesellschaft Kalkalpen.

## Konstruktion und Verwendung
Für die Fassade wurde unbehandeltes Lärchenholz verwendet und für den Leimbinder-Ständerbau Fichte. Die Fußböden sind aus Buche gefertigt. Unter dem Zentrum befindet sich ein Parkdeck und im Obergeschoß sind Veranstaltungs- und Seminarräume mit insgesamt 100 m² untergebracht. Der überdachte Innenhof bietet 300 Sitzplätze. Das Gebäude ist barrierefrei. Seit der Eröffnung gibt es hier die Dauerausstellung „Verborgene Wasser“.
Das „Café am Teich“ im Erdgeschoß trägt seinen Namen nach einem künstlich angelegten Biotop. Dieses wird vom Mollnerbach gespeist, der zwischen dem Zentrum und dem benachbarten Spar-Markt fließt. Am Vorplatz zur Marktstraße befindet sich ein Trinkbrunnen.

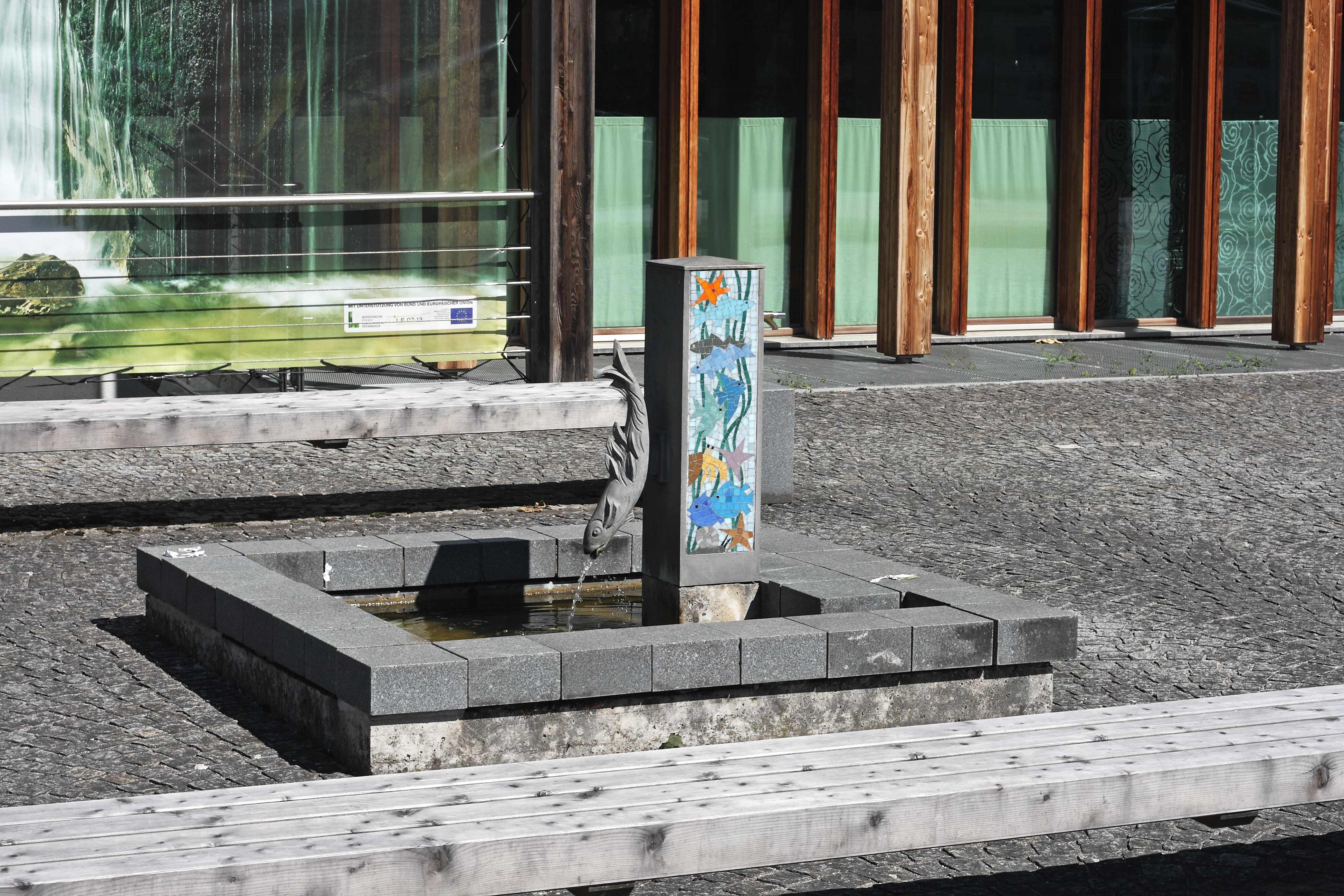
Trinkbrunnen
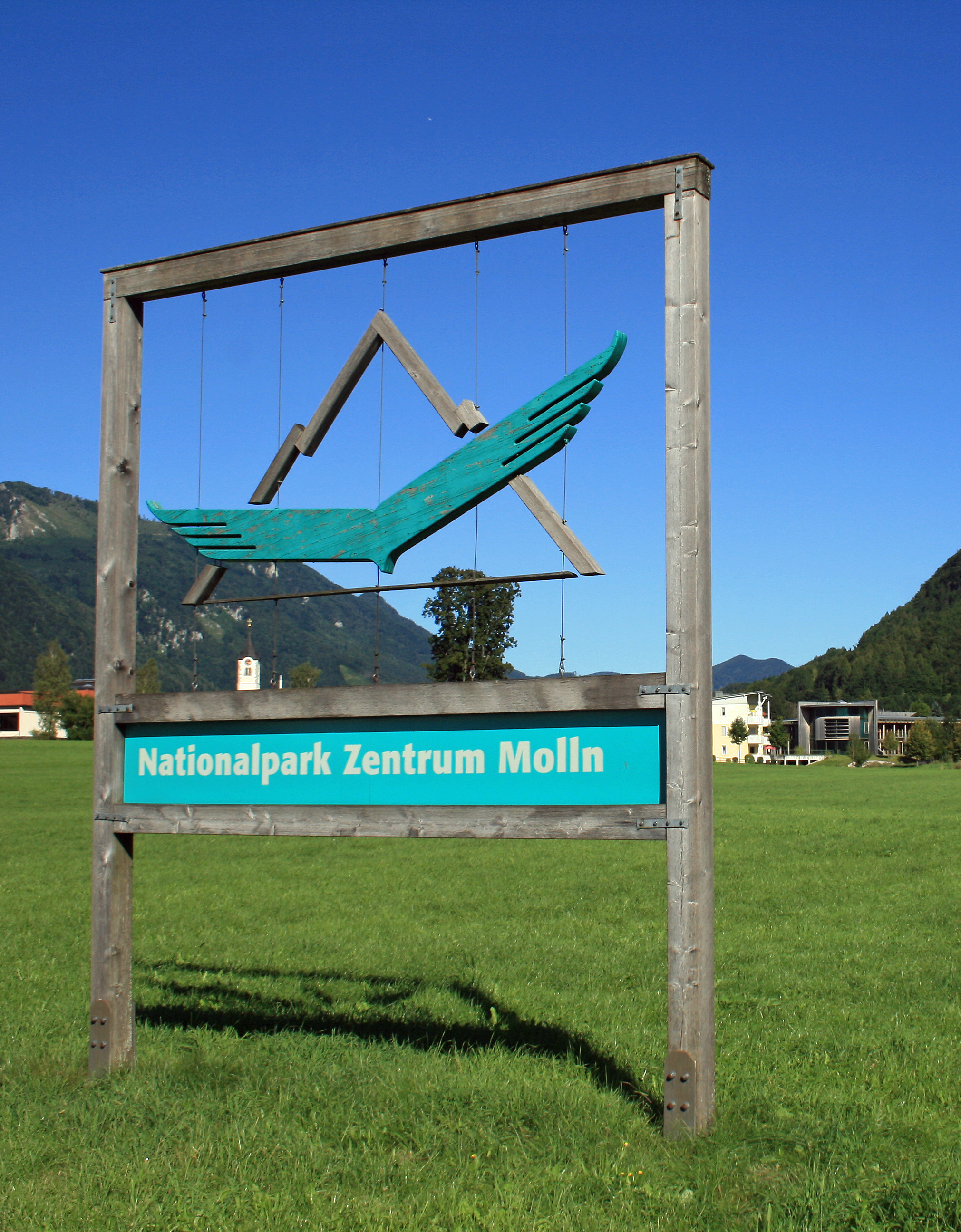
Schild des Zentrums mit Nationalpark-Logo: ein Steinadler vor Gebirgskulisse
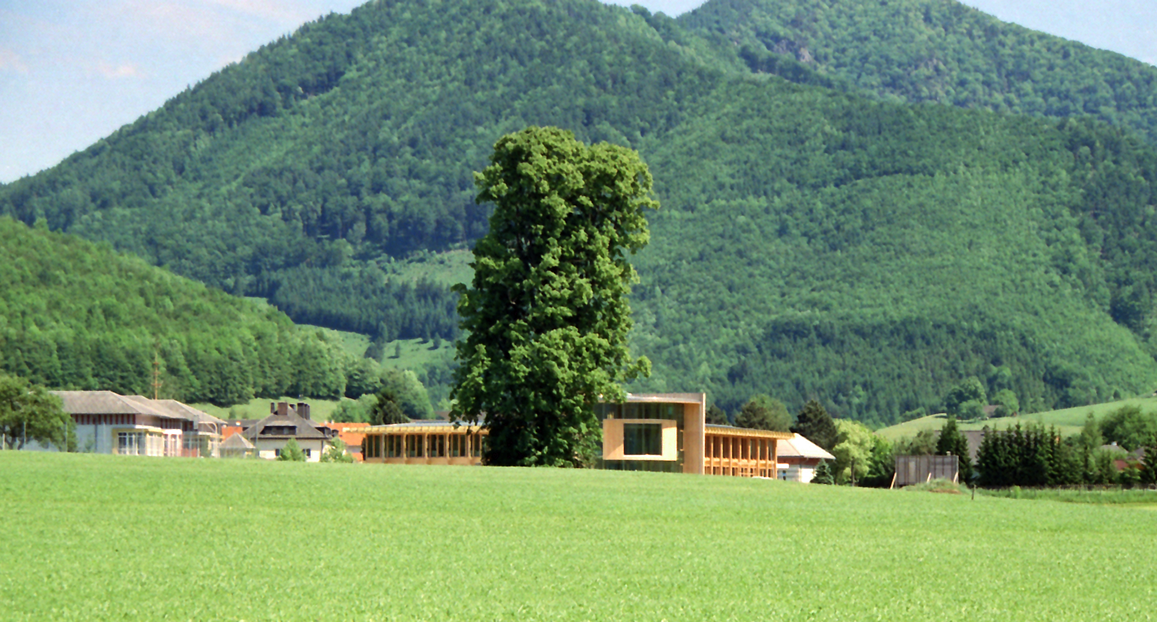
Das Zentrum im Bau